# جيمس ويليام بريان
جيمس ويليام بريان (بالإنجليزية: James William Bryan)‏ هو محامي وسياسي أمريكي، ولد في 9 يونيو 1853 في مقاطعة بوربون في الولايات المتحدة، وتوفي في 1903. حزبياً، نشط في الحزب الديمقراطي. وقد انتخب نائب حاكم كنتاكي ‏.